# Fly (Breaking Bad)
"Fly" é o décimo episódio da terceira temporada da série televisiva de drama estadunidense Breaking Bad, e o 30.º episódio da série em geral. Foi dirigido por Rian Johnson e escrito por Sam Catlin e Moira Walley-Beckett, e foi ao ar na AMC nos Estados Unidos e Canadá em 23 de maio de 2010. "Fly" difere dos outros episódios da série devido ao seu ritmo lento, ausência da maioria dos outros personagens principais e relativa falta de ação. Apesar disso, foi altamente aclamado pela crítica, e alguns o consideraram um dos maiores episódios da série.
O episódio inteiro gira entorno das tentativas frustradas de Walter e Jesse de matarem uma mosca que entrou no laboratório, evitando que ela contamine a produção de metanfetamina da dupla. Entretanto, apesar da simplicidade do episódio, muitos fãs debatem e teorizam sobre os significados por trás da mosca e da obsessão de Walter em matá-la, bem como o que ela representa para os personagens em questão. Dentre as possíveis alternativas, uma das que mais se destaca afirma que a fixação de Walter está relacionada com uma tentativa, mesmo que por um breve momento, de esquecer de seus problemas e da culpa que sente pela crueldade de seus atos, uma vez que a justificativa de fazer tudo pelo bem de sua família não é mais suficiente para manter sua consciência limpa. Ademais, a mosca em si, muitas vezes vista como um inseto sujo e nojento, pode representar exatamente essa sujeira e maldade presente dentro de Walter, algo capaz de contaminar o ambiente ao seu redor (no caso da mosca, o laboratório) assim como ele contaminou e destruiu aquilo que mais tentou ajudar, sua família.